# Prahuda
Prahuda – wieś w Rumunii, w okręgu Vrancea, w gminie Paltin. W 2011 roku liczyła 452
mieszkańców